# Blera confusa
Blera confusa là một loài ruồi trong họ Ruồi giả ong (Syrphidae). Loài này được Johnson mô tả khoa học đầu tiên năm 1913. Blera confusa phân bố ở miền Tân bắc